# هرمان (هملت)، نیویورک
هرمان (به انگلیسی: Hermon) یک منطقهٔ مسکونی در ایالات متحده آمریکا است که در شهرستان سنت لارنس، نیویورک واقع شده‌است. هرمان ۱٫۰ کیلومتر مربع مساحت و ۴۲۲ نفر جمعیت دارد و ۱۵۲ متر بالاتر از سطح دریا واقع شده‌است.